# Slim Chiboub
Slim Chiboub (arabe : سليم شيبوب), de son nom complet Mohamed Slim Ben Mohamed Hassen Ben Salah Chiboub, né le 13 janvier 1959 à Tunis, est un volleyeur et homme d'affaires tunisien. Il a également présidé le club omnisports de l'Espérance sportive de Tunis (EST).

## Carrière
Chiboub commence sa carrière sportive comme volleyeur à l'EST.
Son ascension dans le monde des affaires coïncide avec son mariage avec la fille du président Zine el-Abidine Ben Ali. Entre 1983 et 2003, il est très proche de ce dernier et règne sur le sport tunisien, prenant également des parts dans des entreprises privées. Hamed Karoui, ancien président de l'Étoile sportive du Sahel (rival de l'EST), affirme en 2014 qu'il a corrompu des arbitres.
En 1988, il devient vice-président de l'EST et, en 1989, prend en main les destinées du club. Il inaugure son mandat par un doublé en 1990-1991, augmentant du coup sa popularité. Dès 1993, il change tout dans le club, de l'état d'esprit au mode de gestion, et remporte plusieurs titres, quinze au total. En novembre 2004, il est poussé à se retirer de la présidence du club après sa défaite contre le Club sportif sfaxien en finale de la coupe de Tunisie.
Il s'investit alors dans des mandats au sein des instances de la FIFA et dans des activités hippiques en étant propriétaire de l'écurie Al Badr Stud. Chiboub est par ailleurs nommé commissaire de la finale de la coupe du monde 2006. Le 11 juin 2009, il est élu président du Comité national olympique tunisien dont il était jusque-là le vice-président, avant d'être remplacé par Younès Chetali (fi) après sa fuite à l'étranger, au moment des événements de la révolution tunisienne de 2011 qui ont conduit à la chute du régime Ben Ali.

## Procès
Installé aux Émirats arabes unis, où il bénéficie d'une protection spéciale bien qu'il soit l'objet d'un mandat de recherche auprès d'Interpol, il est condamné par contumace le 6 mars 2012 à cinq ans de prison pour détention d'arme à feu sans autorisation. Chiboub est également poursuivi en justice par l'Olympique de Béja concernant les événements de la demi-finale de la coupe de Tunisie de football 1999 ayant fait trois victimes et des dizaines de blessés au stade Boujemaa-Kmiti.
Le gouvernement suisse bloque les avoirs de Chiboub dans une banque de Genève début 2011. Celui-ci est visé par une enquête du Ministère public de la Confédération suisse concernant des pots-de-vin versés par la société Alstom. Le 22 janvier 2013, le Tribunal pénal fédéral suisse déboute Chiboub sur un dossier instruit au pénal en Suisse pour blanchiment et corruption.
Une demande d'extradition est émise par la Tunisie à son encontre sur la base de « preuves établissant son implication dans différentes affaires de corruption, notamment de blanchiment d'argent ». Le 28 mai 2013, la Cour européenne de justice annule toutes les sanctions de l'Union européenne contre Chiboub.
Rentré en Tunisie le 18 novembre 2014, il est arrêté à son arrivée puis transféré au tribunal de première instance de Tunis. Il est condamné à six mois de prison ferme dans une affaire et à un non-lieu dans une autre. Le 29 septembre 2015, sa détention est prolongée de quatre mois dans le cadre de l'affaire du marché de la centrale électrique de Radès. Il est finalement libéré le 12 janvier 2016 mais reste à la disposition de la justice. Le 5 mai, un accord de réconciliation est signé entre Chiboub et le chargé du contentieux de l’État sous la houlette de l'Instance vérité et dignité.

## Vie privée
Chiboub est marié à Dorsaf Ben Ali, la fille cadette de l'ancien président Zine el-Abidine Ben Ali et de sa première épouse Naïma Kefi.

## Palmarès
Sous sa présidence, le club de l'EST remporte les titres suivants :
- Champion de Tunisie : 1990-1991, 1992-1993, 1993-1994, 1997-1998, 1998-1999, 1999-2000, 2000-2001, 2001-2002, 2002-2003, 2003-2004
- Vainqueur de la coupe de Tunisie : 1990-1991, 1996-1997, 1998-1999
- Vainqueur de la coupe des clubs champions arabes : 1993
- Vainqueur de la Ligue des champions de la CAF : 1994
- Vainqueur de la Supercoupe de la CAF : 1995
- Vainqueur de la coupe afro-asiatique des clubs : 1995
- Vainqueur de la Supercoupe arabe : 1996
- Vainqueur de la coupe de la CAF : 1997
- Vainqueur de la coupe d'Afrique des vainqueurs de coupe : 1998